# Valerianella falconida
Valerianella falconida — вид квіткових рослин родини жимолостевих (Caprifoliaceae).

## Поширення
Крим.